# Reacție Nef
Reacția Nef este o reacție organică ce presupune o hidroliză acidă a unei sări al unui nitroalcan primar sau secundar (1), obținându-se o aldehidă sau o cetonă (3) și protoxid de azot (4).
Reacția a fost raportată pentru prima dată în anul 1894 de către chimistul american John Ulric Nef, care a tratat sarea sodică a nitroetanului cu acid sulfuric și a obținut acetaldehidă cu un randament de aproximativ 70%. Au fost publicate câteva recenzii ale reacției.

## Mecanism de reacție
Prima etapă a mecanismului reacției Nef pornește de la structurile de rezonanță ale nitronatului, notate 1a și 1b. Sarea va fi protonată formând un acid nitronic 2, iar apoi din nou protonată formând un ion iminiu 3. Acest intermediar iminiu va suferi un atac nucleofil al unei molecule de apă, aceasta fiind o etapă de adiție nucleofilă în urma căreia se formează intermediarul 4. Acesta se deprotonează și elimină o moleculă de apă formând un intermediar   1-nitrozolalcool 5, care suferă o reacție de transpoziție la acid hiponitros 6 (care formează protoxidul de azot 6c prin intermediarul 6b) și la un derivat de oxoniu 7 care prin deprotonare formează compusul carbonilic corespunzător.